# William Lempriere
Pour les articles homonymes, voir Lempriere.
William George Lempriere, né en 1764 à Édimbourg et mort le 24 juillet 1834 à Newport (île de Wight), est un médecin et explorateur britannique.

## Biographie
Il sert à Gibraltar puis gagne le Maroc en 1789 où l'empereur Mohammed ben Abdallah le charge de soigner son fils et les membres de son harem. En échange, Lempriere obtient la libération de captif.
En 1791, il explore l'Atlas puis est médecin des armées en Jamaïque de 1794 à 1799.
Jules Verne le mentionne sous le nom de « Lamprière » dans le premier chapitre de son roman Cinq semaines en ballon.

## Publications
- 1791 : A tour from Gibraltar to Tangier
- 1799 : Practical observations on the disease of the army in Jamaïca
- 1813 : Report on the Medicinal Prosperties of Aluminous Chabybeate Water
- 1827 : Popular Lectures on the study of natural history and the sources